# Liste der Naturschutzgebiete in St. Helena, Ascension und Tristan da Cunha

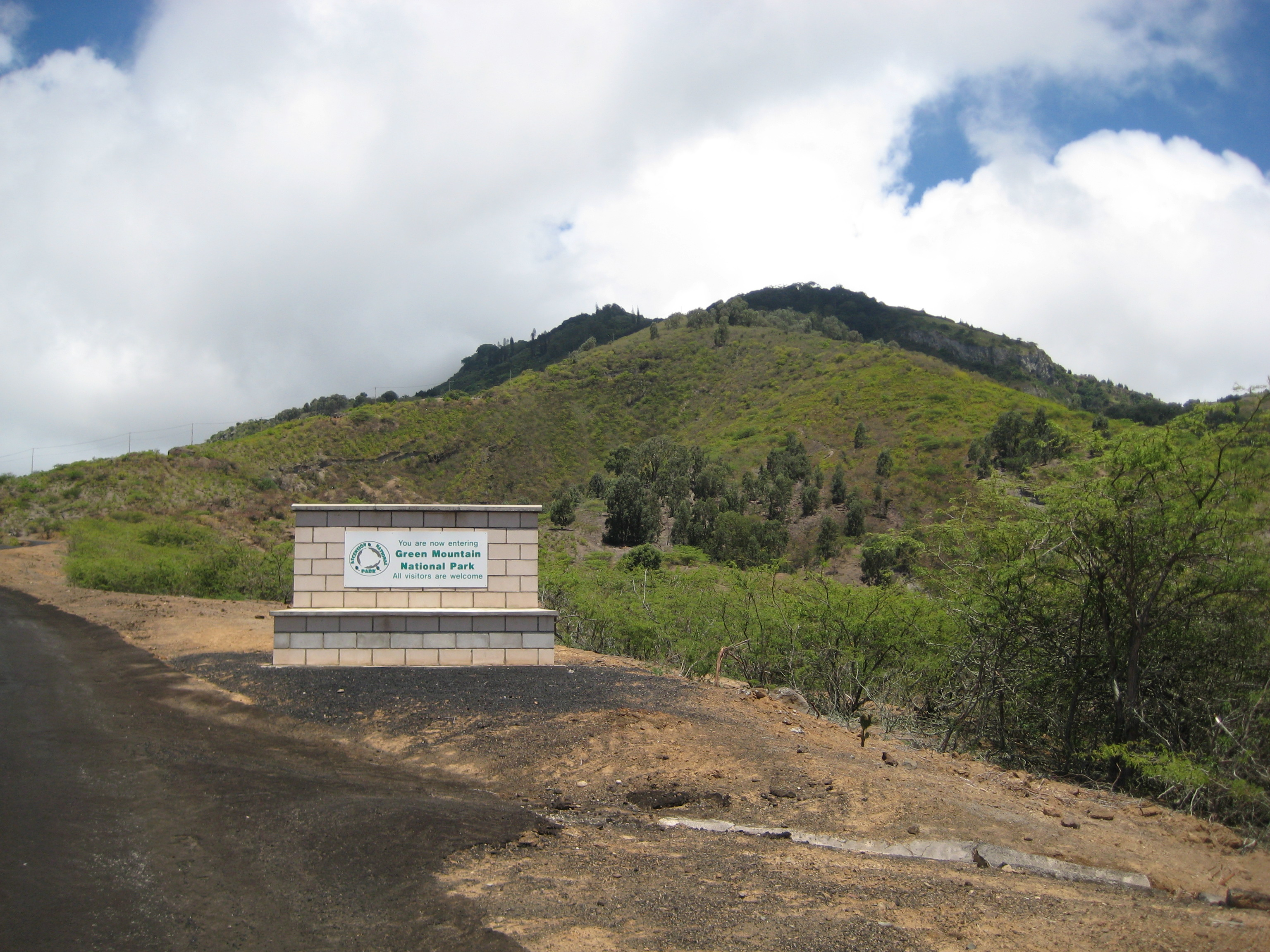
Eingang zum Green Mountain-Nationalpark

Dies ist eine Liste aller Naturschutzgebiete in St. Helena, Ascension und Tristan da Cunha, d. h. aller anerkannter Schutzgebiete in dem Britischen Überseegebiet St. Helena, Ascension und Tristan da Cunha im Südatlantik.
Anmerkung: Die nachstehende Einteilung wurde nach Rubriken der IUCN vorgenommen.

## Ascension
Auf Ascension befinden sich mehrere Schutzgebiete. Schutzgebiete werden auf nationaler Ebene in vier Kategorien eingeteilt: Nationalparks (National Parks), Naturreservate (Nature Reserves), Schutzgebiete (Sanctuary) und Historische Gebiete (Area of Historic Interest).
| Name                                    | Größe (km²) | Proklamation | IUCN-Status        | Nationaler Status   | Koordinaten                     |
| --------------------------------------- | ----------- | ------------ | ------------------ | ------------------- | ------------------------------- |
| Green Mountain National Park (The Peak) | 10,22       | 2005         | V (Nationalpark)   | Nationalpark        | 7° 57′ 5,9″ S, 14° 20′ 58,2″ W  |
| Long Beach Nature Reserve               | 00,61       | 2014         | V (Nationalpark)   | Naturreservat       | 7° 55′ 24,3″ S, 14° 24′ 27″ W   |
| South West Bay Nature Reserve           | 00,30       | 2014         | IV (Naturreservat) | Naturreservat       | 7° 57′ 59,8″ S, 14° 24′ 37,6″ W |
| North East Bay Nature Reserve           | 10,47       | 2014         | IV (Naturreservat) | Naturreservat       | 7° 54′ 53,5″ S, 14° 20′ 30,5″ W |
| Letterbox Peninsula Nature Reserve      | 03,36       | 2014         | IV (Naturreservat) | Naturreservat       | 7° 56′ 44,2″ S, 14° 18′ 9,8″ W  |
| Mars Bay Nature Reserve                 | 02,65       | 2014         | IV (Naturreservat) | Naturreservat       | 7° 58′ 46,1″ S, 14° 24′ 26,9″ W |
| Waterside Fairs Nature Reserve          | 01,81       | 2014         | IV (Naturreservat) | Naturreservat       | 7° 59′ 2,1″ S, 14° 22′ 30,1″ W  |
| Boatswain Bird Island Sanctuary         | 00,05       | 2014         | Ia (Schutzgebiet)  | Schutzgebiet        | 7° 56′ 8,4″ S, 14° 18′ 25,4″ W  |
| Turtle Ponds                            |             |              |                    | Historisches Gebiet |                                 |

## St. Helena
Auf der Insel St. Helena befinden sich zahlreiche Schutzgebiete, die in die Kategorien Nationalpark (englisch National Park), Naturreservat (Nature Reserve), Vogelschutzgebiet (Important Wirebird Areas) und Historische Schutzgebiete (Historic Conservation Areas) unterteilt sind. Damit entspricht die Einteilung nicht denen des IUCN, UNEP und WCMC.
| Name                                            | Größe (km²)             | Proklamation | IUCN-Status                 | Nationaler Status                 |
| ----------------------------------------------- | ----------------------- | ------------ | --------------------------- | --------------------------------- |
| Diana’s Peak (Peaks National Park (seit 2013))  | 00,47                   | 1993         | II (Nationalpark)           | Nationalpark                      |
| Sandy Bay                                       | 15,28                   | 1993         | II (Nationalpark)           | Nationalpark                      |
| Gill Point, George and Shore Islands            | 00,35                   | 1993         | Ia (Strenges Schutzgebiet)  | Naturreservat                     |
| Egg, Peaked and Thompson's Valley Islands       | 00,14                   | 1993         | Ia (Strenges Schutzgebiet)  | Naturreservat                     |
| Long Ledge to Dry Gut Marine Biological Reserve | 01,40                   | 1993         | Ia (Strenges Schutzgebiet)  |                                   |
| Banks Battery                                   | 00,13                   | 1993         | V (Landschaftsschutzgebiet) |                                   |
| Great Stone Top                                 | 00,61                   | 1993         | V (Landschaftsschutzgebiet) |                                   |
| Lemon Valley                                    | 00,06                   | 1993         | V (Landschaftsschutzgebiet) | Historisches Schutzgebiet         |
| Flaggstaff Hill and The Barn                    | 04,62                   | 1993         | III (Naturdenkmal)          | Nationalpark                      |
| Heart Shaped Waterfall                          | 00,43                   | 1993         | III (Naturdenkmal)          | Naturreservat                     |
| Horse Point Plain                               | 01,60                   | 1993         | IV (Geschütztes Habitat)    | Vogelschutzgebiet (Man and Horse) |
| Prosperous Bay Plain                            | 02,06                   | 1993         | IV (Geschütztes Habitat)    | Naturreservat                     |
| Deadwood Plain                                  | 01,53                   | 1993         | VI (Ressourcenschutzgebiet) | Vogelschutzgebiet                 |
| Deep Valley                                     | 00,31                   | 1993         | IV (Artenschutzgebiet)      | Naturreservat                     |
| High Hill                                       | 00,53                   | 1993         | IV (Artenschutzgebiet)      | Naturreservat                     |
| Ebony Plain                                     | 00,17                   | 1993         | IV (Artenschutzgebiet)      |                                   |
| St. Helena Marine Protected Area                | gesamte 200-Meilen-Zone | 2016         |                             | Meeresschutzgebiet                |
| Millennium Forest                               |                         |              |                             | Naturreservat                     |
| Broad Bottom                                    |                         |              |                             | Vogelschutzgebiet                 |
| Bottom Woods                                    |                         |              |                             | Vogelschutzgebiet                 |
| Upper Prosperous                                |                         |              |                             | Vogelschutzgebiet                 |
| Heritage Coast                                  |                         |              |                             | Historisches Schutzgebiet         |
| Jamestown                                       |                         |              |                             | Historisches Schutzgebiet         |
| High Knoll Fort                                 |                         |              |                             | Historisches Schutzgebiet         |
| Plantation House                                |                         |              |                             | Historisches Schutzgebiet         |
| Longwood House                                  |                         |              |                             | Historisches Schutzgebiet         |
| Grab von Napoleon                               |                         |              |                             | Historisches Schutzgebiet         |
| The Briars                                      |                         |              |                             | Historisches Schutzgebiet         |
| Knollcombes                                     |                         |              |                             | Historisches Schutzgebiet         |
| Bottom Woods                                    |                         |              |                             | Historisches Schutzgebiet         |

## Tristan da Cunha
Auf der Inselgruppe Tristan da Cunha befinden sich drei Schutzgebiete. Zudem stehen alle acht Pinguinbrutgebiete des Nördlichen Felsenpinguins (Eudyptes moseleyi) als Naturreservate unter Schutz.
- Inaccessible mit der Gough-Insel - Weltnaturerbe der UNESCO[30] - 3979 km² (7900 Hektar?) - 1995 proklamiert, 2004 erweitert (37° 18′ 0,1″ S, 12° 40′ 45,8″ W)[31]
- Gough Island - 2298,11 km² - 2008 proklamiert als Ramsar-Schutzgebiet (40° 19′ 8,1″ S, 9° 56′ 57,7″ W)[32]